# Wasserkraftpotential
Wasserkraftpotential bezeichnet das Potenzial der möglichen Nutzung der Wasserkraft, die bei Vollauslastung möglich wäre. Um Wasserkraftpotentiale quantifizieren zu können, sind Potentialanalysen erforderlich. Der Berechnung von Wasserkraftpotentialen können grundsätzlich zwei unterschiedliche Motivationen zugewiesen werden. Einerseits ist es von energiepolitischer Bedeutung, das Wasserkraftpotential einer Region (Union, Staat, Bundesland etc.) auszuweisen, um diese Form der energetischen Nutzung in Zukunftsstrategien einzugliedern und Ausbauszenarien festzulegen. Andererseits dienen Potentialanalysen auch als Basis für Projektbewertung und Standortanalyse zur wirtschaftlichen Entscheidungsfindung bei konkreten Wasserkraftprojekten.

## Potentialermittlung
Für die Potentialermittlung können folgende Ansätze unterschieden werden:
- Niederschlagspotential – Heranziehung der potentiellen Energie des Niederschlags unter Berücksichtigung der vorhandenen topographischen Gegebenheiten und der Niederschlagsfracht im Einzugsgebiet.
- Abflussflächenpotential – Ansatz der potentiellen Energie des abflusswirksamen Niederschlags über die Topographie des Einzugsgebietes.
- Abflusslinienpotential – Potentialermittlung über die potentielle Energie des Gerinnes über Abflussfracht und Längenschnitt des Gewässerlaufes

Das Abflusslinienpotential liefert die detaillierteste Beschreibung des vorhandenen Wasserkraftpotentials. Aufgrund der heutigen Situation in Hinblick auf Datenlage, Datenverfügbarkeit sowie Anwendersoftware kommt in aktuellen Studien beinahe ausschließlich das Abflusslinienpotential zum Tragen. Vor allem die Anwendung von GIS-Programmen führt zu qualitativ hochwertigen Schätzungen bestehender Potentiale. Die in Mitteleuropa vorhandenen, langjährigen Pegelbeobachtungen, welche oftmals in einem sehr dichten Beobachtungsnetz vorliegen, erlauben hydrologische Regionalisierungen in guter Qualität. Durch die Verwendung von digitalen Geländemodellen kann der Höhenverlauf der Linienführung (Längenschnitt des Fließgewässers) dargestellt und in Verknüpfung mit einer vorliegenden hydrologischen Datenbasis das Wasserkraftpotential in guter Qualität geschätzt werden.

## Potentialbegriffe
Bei der Ermittlung des Wasserkraftpotentials finden verschiedene, aufeinander aufbauende Potentialdefinitionen Anwendung:

### Theoretisches Potential
Das theoretische Potential wird aus den auf ein Flusseinzugsgebiet niedergehenden Niederschlagsmengen ermittelt. Unter Berücksichtigung der Faktoren Verdunstung und Versickerung ergeben sich Abflussmengen, aus denen sich die Obergrenze des Wasserkraftpotentials als Produkt von Erdbeschleunigung, Wasserdurchsatz und Fallhöhe ermitteln lässt.
Das theoretische Wasserkraftpotential der Erde wurde auf ca. 2.800 GW geschätzt (ohne Standorte von Kleinwasserkraftwerken). Im Jahr 2000 wurden lediglich 694 GW, das sind 24,8 % des globalen Potentials, genutzt. Asien, Südamerika und Afrika haben das größte nutzbare Wasserkraftpotential (ca. 62 %), allein China hat ein theoretisches Wasserkraftpotential von 700 GW. Davon sind in Asien erst 22 %, in Lateinamerika 20 % und in Afrika 7 % der wirtschaftlich nutzbaren Wasserkraft erschlossen.

### Technisches Potential
Das technische Potential stellt die Arbeit dar, die durchschnittlich im Verlauf eines Jahres an dem jeweiligen Gewässer durch die Nutzung der Wasserkraft erbracht werden kann. Die Bestimmung erfolgt, indem man das theoretische Potential mit der Volllaststundenzahl multipliziert. Die Anzahl der Volllaststunden hängt im Wesentlichen von der Wasserführung des Gewässers und der Ausbauleistung des Kraftwerkes ab.

### Technisch nutzbares Potential
Das technisch nutzbare Potential berücksichtigt den Anlagenwirkungsgrad von Generator und Turbine und wird in Folge der Berücksichtigung des Verlustes als Abflusslinienpotential Netto bezeichnet.

### Erschließungspotential
Um in Potentialstudien die bestehenden Möglichkeiten der hydroelektrischen Energiegewinnung zu analysieren, werden weitere Begriffe herangezogen:
- Ausgebautes Wasserkraftpotential – Quantifiziert das durch den bestehenden Kraftwerkspark erschlossene, bereits ausgebaute Potential und wird vom ausgebauten Rohpotential unterschieden. Das Rohpotential ist jenes Potential, welches die Nutzung des gesamten verfügbaren Abflusses unter Heranziehen der Bruttofallhöhe definiert.
- Linienrestpotential – Beschreibt die Differenz aus technischem und ausgebautem Potential. Es unterteilt sich einerseits in Potentiale, welche durch Kraftwerksneubau erschlossen werden, andererseits in Potentiale, welche durch Optimierung bestehender Anlagen verfügbar werden.
- Technisch nutzbares Wasserkraftrestpotential – Ist der rein aus technischer Sicht erschließbare Anteil des Linienrestpotentials.
- Ausbauwürdiges Wasserkraftrestpotential – Aus wirtschaftlichen Aspekten erschließbarer Teil des technisch nutzbaren Wasserkraftrestpotentials.
- Ausbaufähiges Wasserkraftrestpotential – Ist der aus rechtlichen und ökologischen Gründen sowie gesellschaftspolitischen Aspekten erschließbare Anteil des ausbauwürdigen Wasserkraftrestpotentials.[3]

## Potentialstudien
Wasserkraftpotentialstudien dienen der gebietsmäßigen Darlegung von Wasserkraftpotentialen. Diese Studien sind meist politisch motiviert und sollen der transparenten Darstellung von bestehenden und bereits genutzten Potentialen dienen. Somit liefern sie einerseits Entscheidungsgrundlagen hinsichtlich des weiteren Ausbaus in Wasserkraft, andererseits werden solche Studien oftmals in Medien publiziert und bieten einen bevölkerungswirksamen Input für die Beurteilung dieser energetischen Ressource. Wasserkraftstudien liegen in verschiedenen Ländern in unterschiedlicher Qualität vor. Generell kann festgehalten werden, dass ein bereits hohes ausgebautes Potential im Betrachtungsgebiet nach einer entsprechend hohen Detailschärfe in den Potentialstudien verlangt. So kommt in Ländern mit bereits stark genutzten Wasserkraftpotentialen dem Ausbau in Kleinwasserkraft ein tendenziell höherer Anteil zu. Die Abbildung von Kleinwasserkraftpotentialen verlangt jedoch nach hochaufgelösten Potentialstudien um auch auf Wasserkraftstandorte mit Leistungen < 10 MW (Österreich und Schweiz) bzw. < 5 MW (Deutschland) abzubilden.

### Österreichischer Wasserkraftkataster
Die Publikationen des Wasserkraftkatasters wurden von 1945 bis 1966 vom Bundesministerium für Handel und Wiederaufbau herausgegeben und umfassten 31 Bände.
Die Ausführungen des Wasserkraftkatasters betreffen das Linienpotential. Zusätzlich zu den Darstellungen der Potentialanalysen mit umfassenden Kartenmaterial finden sich im Wasserkraftkataster auch noch detaillierte und mit großer Sorgfalt und Genauigkeit aufbereitete hydrologische Informationen zum Niederschlags und Abflussverhalten in den herangezogenen Zeitreihen.

### Wasserkraftpotentialstudie von Schiller
Schiller publizierte 1982 eine umfassende Potentialstudie für beinahe das gesamte Bundesgebiet Österreich. Unterteilt wurde in die Haupteinzugsgebiete Rhein, Lech, Inn, Drau, Salzach, Mur, Enns und Donau. Die Berechnung erfolgte für Fließgewässer, deren Abfluss an der Mündung in den Hauptvorfluter größer als 1 m³/s beträgt. Als wesentliche hydrologische Basis diente der Wasserkraftkataster. Die Längenschnitte der Seitenbäche wurden aus der ÖK 1:50.000 bzw. ÖK 1:25.000 erstellt, wobei diese, aufgrund des damals hohen Aufwandes, linear vereinfacht angenommen wurden (oftmals nur Quelle und Mündung). Die Vorfluter wurden in Teilstrecken unterteilt, um die Gefälleverhältnisse in höherer Qualität abzubilden. Die Ergebnisse wurden in tabellarischer Form illustriert und zusätzlich durch die entsprechenden Längenschnitte und Übersichtskarten ergänzt. Ermittelt wurde das Nettolinienpotential unter Berücksichtigung eines Anlagenwirkungsgrades von 85 %. In der Verbundgesellschaft wurden auch laufend Ermittlungen des so bezeichneten „ausbauwürdigen Wasserkraftpotentials“ durchgeführt, die auf dem Bestand der in Österreich vorhandenen Wasserkraftwerke, ergänzt um die bekannten Wasserkraftprojekte, beruhten.

### Wasserkraftpotentialstudie Österreich der Pöyry
Das in Schiller 1982 publizierte Abflusslinienpotential wurde durch einen aktuellen hydrologischen Datensatz adaptiert und eine Erhebung und Analyse des Kraftwerkbestandes für Anlagen mit einer Engpassleistung ≥ 10 MW durchgeführt. Es erfolgt eine Ermittlung des technisch-wirtschaftlichen Gesamt- und Restpotentials, d. h. des Potentials, welches bei Betrachtung ausschließlich technischer und wirtschaftlicher Randbedingungen in Österreich realisierbar wäre. Die Erhebung des österreichischen Kraftwerksparks für Anlagen mit einer Engpassleistung ≥ 10 MW lieferte ein ausgebautes Potential von 33.200 GWh (Netto-Abflusslinienpotential 75.000 GWh). Für die Kleinwasserkraft wurde das ausgebaute Potential mit 5.000 GWh beziffert. Die Ermittlung des Technisch-Wirtschaftlichen Gesamtpotentials wurde unter Festlegung von Klassennutzungsgraden für äquivalente (topographisch und hydrologisch) Gebiete ermittelt, welche den erschließbaren Anteil des Abflusslinienpotentials schätzen. Unter Abzug der bereits genutzten Potentiale verbleibt ein technisch-wirtschaftliches Restpotential von 17.900 GWh.[1]

### Potentialstudie Tirol
Im Jahr 2011 wurde für das Land Tirol eine Potentialstudie veröffentlicht. Die GIS-basierte Studie zielte über die Ermittlung des Abflusslinienpotentials auf die Ausweisung von Wasserkraftpotentialen ab, wobei als Schwellenwert eine Anlagenleistung von > 1 MW definiert wurde. In einem eigens entwickelten GIS-System wurde unter Annahme von Überwasser, Restwasser, Verlusten und Kosten das technisch wirtschaftliche Potential ermittelt. Ebenso wurde ein Speichermodell entwickelt, um Speichergröße, Speicherfläche und Speicherlänge an fiktiven Standorten zu ermitteln. Auf Basis des Kriterienkatalogs, welcher die Grundlage für die Bewertung von Wasserkraftprojekten im Bundesland Tirol bietet, wurde unter Einbeziehung von Experten der einzelnen Fachbereiche eine Basis für die Ausweisung des integrativ-sinnvollen Potentials erarbeitet. Unter der beispielhaften Annahme, dass 50 % des technisch wirtschaftlichen Potentials als integrativ-sinnvoller Ausbau in Wasserkraft zu verstehen sind, wurde für das Land Tirol eine Erschließung von 3,4 TWh ermittelt.
Aufgrund der eher hohen Schwellenwerte österreichischer Potentialstudien (> 10 MW bzw. > 1 MW) werden Kleinwasserkraftpotentiale in diesen Studien vernachlässigt bzw. nur unzureichend scharf abgebildet. Auch ist aufgrund der angewandten Methodik in der Pöyry-Studie von einer Unterschätzung des Wasserkraftpotentials v. a. im Hinblick auf die Kleinwasserkraft auszugehen.

### Wasserkraftpotential Deutschland
In einer Studie aus dem Jahr 2011 wurde ausgehend vom Nettolinienpotential auf das technisch-wirtschaftliche Potential geschlossen. Die Studie ging davon aus, dass bei großen Anlagen etwa 60 %, bei kleinen und mittleren Anlagen nur 20 % des Linienpotentials genutzt werden können. Die Studie erfolgte GIS-basiert und berücksichtigte sowohl das Revitalisierungs- als auch das Neubaupotential. Als Schwellenwert der Betrachtungsebene wurden Anlagen mit einer Leistung > 1 MW definiert. Hinsichtlich des erschließbaren Potentials wurden große, mittlere bis kleine Gewässer getrennt betrachtet. Als Ausgangspunkt der Untersuchung wurden die in Betrieb befindlichen Wasserkraftanlagen in Deutschland ermittelt. 
Das Nettolinienpotential wurde mit 33.200 bis 42.100 GWh beziffert. Nach Abzug des genutzten Potentials von 20.900 GWh wurde das ausbauwürdige Wasserkraftrestpotential mit 12.300 bis 21.200 GWh errechnet. Die Realisierbarkeit dieses Potentials wurde mit 4.000 GWh beziffert. Von diesen 4.000 GWh können 2.550 GWh durch Revitalisierungen an bestehenden Standorten (P ≥ 1 MW) großer Gewässer erreicht werden. Die Errichtung von neuen Kraftwerken mit einer Leistung ≥ 1 MW an bestehenden Querbauwerken konnte mit 120 GWh ausgewiesen werden. An den großen Gewässern können somit ca. 2.700 GWh durch Nutzung bestehender Querbauten und Umbaumaßnahmen erwirkt werden. Die verbleibenden 1.300 GWh können nur durch den Neubau von Staustufen mit Wasserkraftanlagen in bisher ungenutzten Gewässerstrecken realisiert werden. Derartige Neubauten werden jedoch wegen der bestehenden Randbedingungen, Nutzungen und Restriktionen als eher unwahrscheinlich eingeschätzt. An mittelgroßen und kleinen Gewässern konnte als Ergebnis der Studie ein ausbaufähiges Restpotential von 400 GWh ausgewiesen.
§ 35 Abs. 2 des Wasserhaushaltsgesetzes sieht vor, dass die zuständige Behörde prüfen soll, ob an den am 1. März 2010 bestehenden Staustufen eine Wasserkraftnutzung möglich ist. Das Ergebnis der Prüfung soll veröffentlicht werden. Ein Schwellenwert wird dabei nicht genannt. Allerdings gibt es Einschränkungen, wenn vorhandene Wasserkraftnutzungen zum Beispiel nicht den Anforderungen des Fischschutzes entsprechen.

### Kleinwasserkraftstudie Schweiz
Diese Studie ist ein hoch aufgelöste GIS-basierte Studie, in welcher unter Anwendung komplexer GIS-Tools in Kombination mit hydrologischen Daten die betrachteten Gewässerabschnitte in 50 m – Sequenzen diskretisiert wurden um die dort verorteten Potentiale auszuweisen. Um auch ökologischen Kriterien Rechnung zu tragen, wurden sogenannte Killerkriterien (Auen von nationaler Bedeutung, Hochmoore von nationaler Bedeutung, Flachmoore von nationaler Bedeutung und Amphibienlaichgebiete) ausgewiesen, welche eine Nutzung dieser Abschnitte ausschließen. Auch wurden limitierende Faktoren berücksichtigt, welche einen Wasserkraftausbau zwar nicht kategorisch ausschließen, die Nutzung jedoch erschweren. Die Detailschärfe dieser Studie erlaubt auch die Ausweisung von Gewässern mit einem energetischen Potential < 30 kW, diese werden mit einem theoretischen Potential von 148,5 MW beziffert. Diese Studie, welche bestehende Kraftwerke ebenso berücksichtigt wie ökologisch sensible Gebiete, soll die Basis für weiterführende Arbeiten, unter Einbeziehung sozioökonomischer Faktoren, im Sinne einer integrativen Beurteilung der Wasserkraft liefern.